# Родріго Батталья
Родріго Батталья (ісп. Rodrigo Battaglia, нар. 12 липня 1991, Морон) — аргентинський футболіст, півзахисник бразильського клубу «Атлетіку Мінейру».

## Клубна кар'єра
Народився 12 липня 1991 року в місті Морон. Вихованець юнацьких команд футбольних клубів «Велес Сарсфілд», «Альмагро» та «Уракан».
У дорослому футболі дебютував з «Ураканом» 2 жовтня 2010 року матчі Прімери проти «Расинга» (Авельянеда). Перший гол забив 26 березня 2011 року у матчі проти «Хімнасії і Есгріми» (Ла-Плата) (2:0). З першого сезону Батталья став основним гравцем, проте за підсумками сезону 2010/11 клуб вилетів до другого дивізіону, де Родріго і продовжив грати. Всього за три сезони взяв участь у 68 матчах чемпіонату.
У липні 2013 року повернувся в Прімеру, ставши гравцем  «Расинга» (Авельянеда). Проте зігравши за клуб лише 9 матчів в усіх турнірах Батталья на початку наступного року покинув батьківщину і відправився до Португалії, ставши гравцем «Браги». Не ставши основним гравцем у цьому клубі, Батталья здавався в оренду в «Морейренсе», «Росаріо Сентраль» та «Шавіш».
Влітку 2017 року перейшов у «Спортінг», з яким в першому ж сезоні виграв Кубок португальської ліги. Станом на 27 березня 2018 року відіграв за лісабонський клуб 26 матчів в національному чемпіонаті.

## Виступи за збірну
Протягом 2010—2012 років залучався до складу молодіжної збірної Аргентини до 20 років. У її складі став бронзовим призером молодіжного чемпіонату Південної Америки 2011 року та чвертьфіналістом молодіжного чемпіонату світу того ж року. Всього на молодіжному рівні зіграв у 12 офіційних матчах.

## Титули і досягнення

### Командні
- Володар Кубка португальської ліги (2):

Спортінг (Лісабон): 2017–18, 2018–19
- Володар Кубок Португалії (1):

Спортінг (Лісабон): 2018-19